# Atiha Sen Gupta
Atiha Sen Gupta (* 1988 in London) ist eine britische Dramatikerin und Drehbuchautorin.
Atiha Sen Gupta ist eine Tochter der britisch-indischen Journalistin Rahila Gupta. Sie besuchte die Hampstead School in London. Danach studierte sie Politik und Soziologie an der University of Warwick und schloss ihr Studium 2012 ab.
Bereits während ihres Studiums wurde 2009 ihr Debütstück What Fatima Did am Hampstead Theatre uraufgeführt und von der Kritik hoch gelobt. 2011 kam es zur deutschen Erstaufführung durch Mina Salehpour am Schauspiel Hannover. Im Folgejahr gewann das Stück den Jugendstückpreis beim Heidelberger Stückemarkt. Eine Hörspiel-Version des Stücks in deutscher Sprache erschien 2015 (NDR, Regie Heike Tauch) und lief im Folgejahr auf den ARD-Hörspieltagen.
2014 kam ihr Stück State Red über Rassismus bei der Polizei auf die Bühne des Hampstead Theatre. 2015 folgte das Stück Counting Stars am Theatre Royal Stratford East.
Neben ihrer Tätigkeit am Theater schreibt sie auch für Fernsehproduktionen. 2009 schrieb sie an einer Episode der Serie Skins – Hautnah mit. Seit 2020 schrieb sie für vier Folgen der britischen Seifenoper EastEnders.